# 中山昂大
中山 昂大（なかやま こうた、2002年7月6日 - ）は、埼玉県出身のプロサッカー選手。Jリーグ・RB大宮アルディージャ所属。ポジションはミッドフィールダー（MF）。

## 来歴
東洋大学在籍時の2024年3月に、2025年からRB大宮アルディージャへの加入内定と同時に、特別指定選手として登録された。
3月13日、Jリーグカップ・FC岐阜戦に先発出場でデビューした。

## 所属クラブ
- 2018年 - 2020年 大宮アルディージャU18
- 2021年 - 2024年 東洋大学
  - 2024年  大宮アルディージャ（特別指定選手）
- 2025年 -  RB大宮アルディージャ

## 個人成績
| 国内大会個人成績 | 国内大会個人成績 | 国内大会個人成績 | 国内大会個人成績 | 国内大会個人成績 | 国内大会個人成績 | 国内大会個人成績 | 国内大会個人成績 | 国内大会個人成績 | 国内大会個人成績 | 国内大会個人成績 | 国内大会個人成績 |
| 年度             | クラブ           | 背番号           | リーグ           | リーグ戦         | リーグ戦         | リーグ杯         | リーグ杯         | オープン杯       | オープン杯       | 期間通算         | 期間通算         |
| 年度             | クラブ           | 背番号           | リーグ           | 出場             | 得点             | 出場             | 得点             | 出場             | 得点             | 出場             | 得点             |
| 日本             | 日本             | 日本             | 日本             | リーグ戦         | リーグ戦         | リーグ杯         | リーグ杯         | 天皇杯           | 天皇杯           | 期間通算         | 期間通算         |
| ---------------- | ---------------- | ---------------- | ---------------- | ---------------- | ---------------- | ---------------- | ---------------- | ---------------- | ---------------- | ---------------- | ---------------- |
| 2024             | 大宮             | 43               | J3               | 0                | 0                | 2                | 0                | -                | -                | 2                | 0                |
| 2025             | 大宮             | 15               | J2               |                  |                  |                  |                  |                  |                  |                  |                  |
| 通算             | 日本             | 日本             | J2               | 0                | 0                | 0                | 0                | 0                | 0                | 0                | 0                |
| 通算             | 日本             | 日本             | J3               | 0                | 0                | 2                | 0                | -                | -                | 2                | 0                |
| 総通算           | 総通算           | 総通算           | 総通算           | 0                | 0                | 2                | 0                | 0                | 0                | 2                | 0                |

- 2024年は特別指定選手。

出場歴
- Jリーグ初出場：2025年2月23日 J2第2節 ヴァンフォーレ甲府戦（NACK5スタジアム大宮）

## タイトル

### クラブ
東洋大学
- 全日本大学サッカー選手権大会（2024年）